# Andreas Voss (Fußballspieler)
Andreas Voss (* 27. Februar 1979 in Stolberg (Rheinland)) ist ein ehemaliger deutscher Fußballspieler.

## Karriere

### Vereine
Er begann seine Profikarriere bei Bayer 04 Leverkusen. 1999 wechselte er zunächst auf Leihbasis zum MSV Duisburg. Weil die Zebras in die 2. Bundesliga abstiegen, endete sein Engagement an der Wedau und Voss wurde daraufhin für ein weiteres Jahr an den VfL Wolfsburg ausgeliehen. 2001 kehrte er erneut auf Leihbasis zum MSV zurück, da er sich bei den Wölfen nicht durchsetzen konnte. Als Bayer im Sommer 2003 die Option auf eine Weiterbeschäftigung verstreichen ließ, gab Duisburg dem Mittelfeldspieler einen festen Vertrag.
In seiner Karriere bestritt Voss 13 Bundesligaspiele, in denen er ein Tor erzielte, sowie 96 Zweitligaspiele mit elf Torerfolgen für den MSV Duisburg. Zudem bestritt er neun Spiele in der ersten Bundesliga für den VfL Wolfsburg.
Im April 2008 gab Voss bekannt, dass er seine aktive Laufbahn als Profifußballer endgültig beendet. Aufgrund einer anhaltenden Knieverletzung beantragte er die Sportinvalidität und begann eine zweijährige Trainerausbildung beim MSV. Er machte seine Trainer-A-Lizenz und war in dieser Zeit Co-Trainer der Duisburger U-23 Mannschaft.
Zur Rückrunde 2011/12 schloss sich Andreas Voss wieder als aktiver Spieler dem Landesligisten GSV Moers an und war in der Saison 2013/14 zusammen mit Erdem Onat dort als Trainer aktiv.
Im Juli 2014 übernahm Voss das Traineramt beim Landesligisten Viktoria Goch. Überschattet wurde sein Engagement jedoch von einem schweren Schicksalsschlag, nach einer Routine-OP fiel er für mehrere Wochen ins Koma und erholte sich nur langsam davon. Mit einem Jahr Verzögerung startete Voss im Sommer 2015 in sein Traineramt und wurde nur wenige Monate später nach einem sportlichen Negativlauf beurlaubt.

### Nationalmannschaft
Für die deutsche U-21-Nationalmannschaft bestritt Andreas Voss zwischen 1998 und 2000 insgesamt 14 Länderspiele, in denen er sechs Tore erzielte. Er gehörte am 6. Juni 2002 dem Team 2006 an, der Perspektivmannschaft des DFB, das in Mönchengladbach mit 1:2 gegen die A2-Auswahl der Türkei verlor.